# Kristiane Fischer
Kristiane Fischer (født Christiane Clementine von Lachmann 16. januar 1896 i Aabenraa, død 3. november 1982 i Flensborg) 1896-1982, var en dansksindet sygeplejerske bosiddende i den tyske Slesvig by. Hendes fars familie stammede fra Aabenraa, men familien flyttede til Slesvig da Kristiane var barn.
Kristiane Fischer stod for et stort socialt arbejde efter genforeningen. Hun underviste i dansk og betegnes som "den første pioner for danskheden i Slesvig By" af Axel Johnsen. Hun var med til at holde humøret og modet oppe i mange danske familier. Hun fulgte også med i hvad der foregik i den danske folkeskole i Flensborg, hvor kendte hun hvert eneste skolebarn og deres familier. Hun fulgte eleverne på deres vej ud i livet, især de årgange, der var indkaldt til krigstjeneste. Hun stod for det danske bogudlån i Slesvig by og Tønning i 1923.
Hun var formand for Flensborg Sygeplejeforening, hvor blandt andet blev kendt for hendes måde at afholde møder på, møderne var præget af hendes sans for humor.
Kristiane Fischer blev tildelt Sydslesvigsk Forenings guldnål i 1966.

## Privat
Kristiane Fischers forældre var Maria Catharina von Lachmann, født Ries, og Sophus Claus Frederick Christian von Lachmann. Faren var apoteker på Løve-Apoteket i Aabenraa 1881-1887, derefter drev han gården Jürgensgaard tæt på Aabenraa. På et tidspunkt flyttede han til Slesvig by og boede der som rentier.
Kristiane var gift med rektor og stadsskoleinspektør Heinrich Fischer. Deres eneste søn døde som 17-årig i 1944 af polio efter at være udskrevet til skansearbejde af den tyske stat.

## Ikonografi
Portrætmaleri af Harald Slott-Møller ophængt i clubværelset i Flensborghus, som eneste kvinde sammen med 11 betydningsfulde mænd fra den danske sag i Sydslesvig.